# Pascal Groß
Pascal Groß, född 15 juni 1991 i Mannheim, är en tysk fotbollsspelare som spelar för Borussia Dortmund.

## Karriär
I maj 2017 värvades Groß av Brighton & Hove Albion, där han skrev på ett fyraårskontrakt. Groß gjorde sin Premier League-debut den 12 augusti 2017 i en 2–0-förlust mot Manchester City. Den 3 juni 2022 skrev Groß på ett nytt tvåårskontrakt med Brighton & Hove Albion.
Den 1 augusti 2024 värvades Groß av Borussia Dortmund, där han skrev på ett tvåårskontrakt.